# Wet Wet Wet
Wet Wet Wet je skotská soft rocková kapela, která vznikla v roce 1982. Jejími členy jsou Marti Pellow (zpěv), Tommy Cunningham (bicí, zpěv), Graeme Clark (baskytara, zpěv) a Neil Mitchell (klávesy, zpěv). Pátým, neoficiálním členem je Graeme Duffin (kytara, zpěv), je s kapelou již od roku 1983. V roce 1988 Wet Wet Wet obdrželi cenu Brit. Jsou známí především díky coververzi hitu „Love Is All Around“ od The Troggs, která je součástí soundtracku k filmu Čtyři svatby a jeden pohřeb.

## Diskografie
Studiová alba
- Popped In Souled Out (1987)
- The Memphis Sessions (1988)
- Holding Back the River (1989)
- High on the Happy Side (1992)
- Cloak & Dagger (1992)
- Picture This (1995)
- 10 (1997)
- Timeless (2007)